# 7點直播室
7點直播室 （英语：Main News），前稱新聞最前線、開在新聞最前線（英语：1900 News/1930 News），是香港有線新聞有限公司製作的一個新聞節目，每天19:00-20:00分兩節於有線新聞台（第109/152頻道）直播。星期六、日19:00-19:30的一節與有線財經資訊台（第108/151頻道）及HOY資訊台（第78頻道）同步播放。2020年2月3日起，因報道2019冠狀病毒病疫情，星期一至五《新聞最前線》延長至一小時，分為三小節播放，新聞完結後播放財經資訊台製作的《每日樓市》。
開在新聞最前線由合共兩位有線新聞主播及一位體育主播主持，為新聞台的黃金時段，節目通常由較有經驗的主播主持，但已離職的記者胡天衡曾為例外。
新聞內容方面，會突出是日新聞頭條和焦點新聞，報道較其他時段詳細和深入，亦有較多戶外現場報道。新聞最前線亦是首個採用互動式報道的香港電視節目，靈活運用電視螢幕背景，主播會不時站立，在電視螢幕前走動報道新聞。
香港其他電視台在黃金時段的新聞節目有無綫新聞台的《無綫7:30 一小時新聞》。

## 歷史
2007年10月29日，節目正式啟播。2008年10月18日，開始於星期六及星期日播映，但形式與平日略有不同。，2022年6月6日起，《開在新聞最前線》易名為《7點直播室》。

### 美術及佈局
- 2008年9月9日，進行首次佈景微調。
- 2008年12月10日，更換片頭設計，並採用全新主播台作為佈景，在平日，主播按需要站立在平面電視螢幕前進行報道，資訊列與其他時段統一。在週末，主播則較少站立報道新聞。
- 2013年6月10日更新片頭設計及電視牆背景，但片頭音樂則無更改。在七至十一晚間時段，電視牆色調較豐富，像七色彩虹。而其他時段則使用淺綠、淺黃及深藍色為主。
- 2018年11月5日起，節目更換螢幕佈景。[需要解释]

### 提示與字幕
- 2009年1月21日起，於20:00及20:30的國際新聞時段提供英文字幕，並與中文字幕同時顯示，現已取消此安排[何时？]。
- 2009年5月，星期一至五19:30一節完結前，加入有線新聞台及有線第1台的節目預告提示，奇妙77台啟播後經已取消此安排。
- 2010年4月下旬，部分的新聞通識亦會加片頭，在翌日的深夜直播室、上午要聞、午間通訊及下午要聞的尾段播放。
- 2019年12月3日有線第1台合併至有線綜合娛樂台。

### 節目流程變化
- 2009年3月2日，配合其他時段第二次更換片頭設計並轉換音樂，19:00的體育消息由直播室轉為於虛擬場景中報道。此外，20:00及20:30的國際新聞時段，改稱國際最前線環節。
- 2011年5月9日新增環節「神州熱話」，報道中國大陸的近期的熱門話題。

### 跨頻道播映
- 2017年5月12日，奇妙電視開始試播，並於5月14日晚正式啟播，節目同時在有線新聞台、有線第1台和奇妙77台（後改稱香港開電視）聯播。
- 2024年1月1日起，HOY TV與HOY資訊台聯播節目。

### 特殊事件
- 2020年2月3日起，因報道2019冠狀病毒病疫情，星期一至五《新聞最前線》延長至一小時，分為三小節播放，新聞完結後播放財經資訊台製作的《每日樓市》。有關安排原本有意只實施至疫情緩和為止，後來因應無綫電視將逢星期一至五的《六點半新聞報道》大幅延長至7:30，以及ViuTV將《6點新聞報道》及《7點新聞報道》時段分開地混合，於是本節目將此安排改為永久實施，以增加節目的競爭力及加強新聞時段的殷切需求。[來源請求]

## 節目內容

### 半小時版本（星期六、日播出）
- 焦點新聞（節目的第一部份）
- 本港及國際新聞（節目的第一、二部份）
- 體育快訊（節目的第三部份）
- 天氣消息（新聞完結前，有時不設）

### 一小時版本（星期一至五播出）
- 焦點新聞（節目的第一節）
- 本港、國際及財經新聞（節目的第一、二、三節）
- 中國新聞（節目的第三節）
- 體育快訊（節目的第三節）
- 新聞通識（節目的第三節，體育快訊後播出）
- 天氣消息（新聞完結前）
- 每日樓市（新聞後播出）

### 已經取消的環節
- 新聞簡訊（星期一至五播出，節目的第三節）

## 播出時段
星期一至五：19:00-19:50；星期六及日：19:00-19:30 

## 場景
節目於荃灣有線新聞中心中進行。直播室主要分為三個部份（右方主播枱、中間巨型螢幕及左右2個LCD螢幕），節目會靈活使用不同位置，讓主播及記者可更互動地報道新聞。左側位置有時會使用擴張實境（AR）技術，以虛擬動畫的形式播報新聞，例如模擬英國下議院廳作背景以報道大選新聞。新聞結束前的體育消息由一位體育主播站在左方報道新聞。
2007年10月29日至2008年12月9日採用的虛擬場景背景以藍色為主，場景分為左中右三部份，中間部份為主播台，由一或兩位主播報道香港及焦點新聞。場景左右側分別由一位主播及一位體育主播站立報道國際新聞及體育消息。
2008年12月10日起，與其他新聞時段採用同一全新直播室，星期一至五每節開始時由主播站在背景巨型螢幕前講述新聞提要，取代片段旁述，現已取消。
2015年7月起，巨型螢幕直播室進行裝修，配合高清制式廣播。晚上七時至凌晨一時的新聞時段改為在虛擬佈景進行。
2015年12月31日起，新聞最前線重新使用巨型螢幕直播室，由兩位主播站立及走動報新聞。
2022年9月12日起，巨型螢幕直播室再次進行裝修，配合HOY資訊台啟播。當日起，除17:00-19:00時段外的其他時段改為在另一臨時直播室進行。主播坐在巨型主播枱的後方報道新聞，而《7點直播室》的體育主播站在左方螢幕前報道新聞。若有重大新聞時，《7點直播室》的其中一位主播亦會站在此螢幕旁報道新聞，例如強烈熱帶風暴尼格 (2022年)。2022年10月25日起，除《7點直播室》外，大部分新聞時段改用平常17:00-19:00時段所使用的虛擬佈景。
2022年11月21日，HOY資訊台啟播，《7點直播室》及其他時段均使用重新裝修後的巨型螢幕直播室。直播室主要分為四個部分（主播枱、中間巨型螢幕、左方長條型螢幕及右方直立式螢幕），並改以木地板作為地台。黃金時段期間，主播會站立及走動報新聞，而《7點直播室》的體育主播站在右方，以虛擬動畫的形式播報新聞。在報道天氣時，或會以左方及中間螢幕同時顯示兩個地方的即時影像。

## 主播安排
開在新聞最前線由兩位有線電視主播主持，通常為一男一女年輕主播，或者兩位女年輕主播，以配合節目的活力、輕鬆形象。
2021年1月1日起，因有線新聞多人被裁員，包括多名新聞主播和記者被裁，週末及公眾假期起《開在新聞最前線》由兩位主播改為一位主播單獨主持，而體育快訊環節改為由新聞主播報道。
2022年2月8日至2022年5月20日，因本港疫情轉趨嚴重，為免接觸，星期一至五起《開在新聞最前線》同樣改由一位主播單獨主持，而體育快訊環節同樣改為由新聞主播報導，同年5月23日起恢復兩位主播報道新聞並恢復由體育主播報道體育快訊。
2022年8月23日至2022年9月2日，因有線新聞主播短缺，星期一至五的《7點直播室》由當日起再次改為一位主播單獨主持。

## 收視

### 香港開電視
| 播映日期                       | 電視直播收視 | 備註                |
| 2020年2月3日－2020年2月20日    | 3.6點        | 加長版1小時最高收視 |
| 2021年5月24日－2021年5月28日   | 1.5點        | [ 5 ]               |
| 2021年5月29日                  | 2.4點        | [ 5 ]               |
| 2021年5月30日                  | 1.3點        | [ 5 ]               |
| 2021年5月31日－2021年6月4日    | 1.7點        | [ 6 ]               |
| 2021年6月5日                   | 1.5點        | [ 6 ]               |
| 2021年6月6日                   | 2.2點        | [ 6 ]               |
| 2021年6月7日－2021年6月11日    | 1.6點        | [ 7 ]               |
| 2021年6月12日                  | 1.9點        | [ 7 ]               |
| 2021年6月13日                  | 1.7點        | [ 7 ]               |
| 2021年6月14日－2021年6月18日   | 1.7點        | [ 8 ]               |
| 2021年6月19日                  | 1.8點        | [ 8 ]               |
| 2021年6月20日                  | 1.6點        | [ 8 ]               |
| 2021年6月21日－2021年6月25日   | 1.8點        | [ 9 ]               |
| 2021年6月26日                  | 1.5點        | [ 9 ]               |
| 2021年6月27日                  | 2.1點        | [ 9 ]               |
| 2021年6月28日－2021年7月2日    | 1.7點        | [ 10 ]              |
| 2021年7月3日                   | 1.4點        | [ 10 ]              |
| 2021年7月4日                   | 1.7點        | [ 10 ]              |
| 2021年7月5日－2021年7月9日     | 1.6點        | [ 11 ]              |
| 2021年7月10日                  | 1.5點        | [ 11 ]              |
| 2021年7月11日                  | 1.2點        | [ 11 ]              |
| 2021年7月12日－2021年7月16日   | 1.6點        | [ 12 ]              |
| 2021年7月17日                  | 1.3點        | [ 12 ]              |
| 2021年7月18日                  | 1.5點        | [ 12 ]              |
| 2021年7月19日－2021年7月22日   | 1.7點        | [ 13 ]              |
| 2021年7月24日                  | 2.0點        | [ 13 ]              |
| 2021年7月25日                  | 2.1點        | [ 13 ]              |
| 2021年7月26日－2021年7月30日   | 2.4點        | [ 14 ]              |
| 2021年7月31日                  | 1.9點        | [ 14 ]              |
| 2021年8月1日                   | 2.5點        | [ 14 ]              |
| 2021年8月2日                   | 2.5點        | [ 15 ]              |
| 2021年8月4日                   | 2.5點        | [ 15 ]              |
| 2021年8月7日                   | 1.6點        | [ 15 ]              |
| 2021年8月9日－2021年8月13日    | 2.0點        | [ 16 ]              |
| 2021年8月14日                  | 1.8點        | [ 16 ]              |
| 2021年8月15日                  | 1.7點        | [ 16 ]              |
| 2021年8月16日－2021年8月20日   | 1.7點        | [ 17 ]              |
| 2021年8月21日                  | 1.9點        | [ 17 ]              |
| 2021年8月22日                  | 2.1點        | [ 17 ]              |
| 2021年8月23日                  | 1.7點        | [ 18 ]              |
| 2021年8月25日－2021年8月27日   | 1.7點        | [ 18 ]              |
| 2021年8月28日                  | 1.9點        | [ 18 ]              |
| 2021年8月30日－2021年9月3日    | 1.7點        | [ 19 ]              |
| 2021年9月4日                   | 2.0點        | [ 19 ]              |
| 2021年9月6日－2021年9月10日    | 1.8點        | [ 20 ]              |
| 2021年9月11日                  | 1.7點        | [ 20 ]              |
| 2021年9月12日                  | 1.6點        | [ 20 ]              |
| 2021年9月20日－2021年9月24日   | 1.7點        | [ 21 ]              |
| 2021年9月25日                  | 1.4點        | [ 21 ]              |
| 2021年9月26日                  | 1.7點        | [ 21 ]              |
| 2021年9月27日－2021年10月1日   | 1.5點        | [ 22 ]              |
| 2021年10月2日                  | 1.5點        | [ 22 ]              |
| 2021年10月3日                  | 1.8點        | [ 22 ]              |
| 2021年10月4日－2021年10月5日   | 1.5點        | [ 23 ]              |
| 2021年10月7日－2021年10月8日   | 1.5點        | [ 23 ]              |
| 2021年10月9日                  | 2.2點        | [ 23 ]              |
| 2021年10月10日                 | 1.9點        | [ 23 ]              |
| 2021年10月11日－2021年10月15日 | 2.1點        | [ 24 ]              |
| 2021年10月16日                 | 1.5點        | [ 24 ]              |
| 2021年10月17日                 | 3.0點        | [ 24 ]              |
| 2021年10月18日－2021年10月22日 | 1.7點        | [ 25 ]              |
| 2021年10月23日                 | 1.9點        | [ 25 ]              |
| 2021年10月24日                 | 2.4點        | [ 25 ]              |
| 2021年10月25日－2021年10月29日 | 1.5點        | [ 26 ]              |
| 2021年10月30日                 | 1.8點        | [ 26 ]              |
| 2021年10月31日                 | 1.5點        | [ 26 ]              |
| 2021年11月1日－2021年11月5日   | 1.6點        | [ 27 ]              |
| 2021年11月6日                  | 1.6點        | [ 27 ]              |
| 2021年11月7日                  | 1.3點        | [ 27 ]              |
| 2021年11月8日－2021年11月12日  | 1.7點        | [ 28 ]              |
| 2021年11月13日                 | 1.5點        | [ 28 ]              |
| 2021年11月14日                 | 2.3點        | [ 28 ]              |
| 2021年11月15日－2021年11月19日 | 1.7點        | [ 29 ]              |
| 2021年11月20日                 | 1.9點        | [ 29 ]              |
| 2021年11月21日                 | 1.5點        | [ 29 ]              |
| 2021年11月22日－2021年11月26日 | 1.5點        | [ 30 ]              |
| 2021年11月27日                 | 2.0點        | [ 30 ]              |
| 2021年11月28日                 | 1.9點        | [ 30 ]              |
| 2021年11月29日－2021年12月3日  | 1.8點        | [ 31 ]              |
| 2021年12月4日                  | 1.5點        | [ 31 ]              |
| 2021年12月5日                  | 1.5點        | [ 31 ]              |
| 2021年12月6日－2021年12月10日  | 1.7點        | [ 32 ]              |
| 2021年12月11日                 | 1.7點        | [ 32 ]              |
| 2021年12月12日                 | 1.6點        | [ 32 ]              |
| 2021年12月13日－2021年12月17日 | 1.8點        | [ 33 ]              |
| 2021年12月18日                 | 1.7點        | [ 33 ]              |
| 2021年12月19日                 | 2.0點        | [ 33 ]              |
| 2021年12月20日－2021年12月24日 | 1.7點        | [ 34 ]              |
| 2021年12月25日                 | 1.2點        | [ 34 ]              |
| 2021年12月26日                 | 1.8點        | [ 34 ]              |
| 2021年12月27日－2021年12月31日 | 1.8點        | [ 35 ]              |
| 2022年1月1日                   | 1.7點        | [ 35 ]              |
| 2022年1月2日                   | 1.9點        | [ 35 ]              |
| 2022年1月3日－2022年1月7日     | 1.9點        | [ 36 ]              |
| 2022年1月8日                   | 2.7點        | [ 36 ]              |
| 2022年1月9日                   | 3.1點        | [ 36 ]              |
| 2022年1月10日－2022年1月14日   | 2.0點        | [ 37 ]              |
| 2022年1月15日                  | 2.6點        | [ 37 ]              |
| 2022年1月16日                  | 3.4點        | [ 37 ]              |
| 2022年1月17日－2022年1月21日   | 1.8點        | [ 38 ]              |
| 2022年1月22日                  | 3.0點        | [ 38 ]              |
| 2022年1月23日                  | 2.6點        | [ 38 ]              |
| 2022年1月24日－2022年1月28日   | 2.0點        | [ 39 ]              |
| 2022年1月29日                  | 1.7點        | [ 39 ]              |
| 2022年1月30日                  | 1.7點        | [ 39 ]              |
| 2022年1月31日－2022年2月4日    | 2.0點        | [ 40 ]              |
| 2022年2月5日                   | 1.8點        | [ 40 ]              |
| 2022年2月6日                   | 2.4點        | [ 40 ]              |
| 2022年2月7日－2022年2月11日    | 2.2點        | [ 41 ]              |
| 2022年2月12日                  | 2.5點        | [ 41 ]              |
| 2022年2月13日                  | 2.6點        | [ 41 ]              |
| 2022年2月14日－2022年2月18日   | 2.1點        | [ 42 ]              |
| 2022年2月19日                  | 1.6點        | [ 42 ]              |
| 2022年2月20日                  | 2.4點        | [ 42 ]              |
| 2022年2月21日－2022年2月25日   | 2.2點        | [ 43 ]              |
| 2022年2月26日                  | 2.4點        | [ 43 ]              |
| 2022年2月27日                  | 2.5點        | [ 43 ]              |
| 2022年2月28日－2022年3月4日    | 2.3點        | [ 44 ]              |
| 2022年3月5日                   | 1.7點        | [ 44 ]              |
| 2022年3月6日                   | 2.1點        | [ 44 ]              |
| 2022年3月7日－2022年3月11日    | 2.3點        | [ 45 ]              |
| 2022年3月12日                  | 1.9點        | [ 45 ]              |
| 2022年3月13日                  | 2.3點        | [ 45 ]              |
| 2022年3月14日－2022年3月18日   | 2.2點        | [ 46 ]              |
| 2022年3月19日                  | 2.1點        | [ 46 ]              |
| 2022年3月20日                  | 2.6點        | [ 46 ]              |
| 2022年3月21日－2022年3月25日   | 2.1點        | [ 47 ]              |
| 2022年3月26日                  | 1.9點        | [ 47 ]              |
| 2022年3月27日                  | 2.3點        | [ 47 ]              |
| 2022年3月28日－2022年4月1日    | 2.0點        | [ 48 ]              |
| 2022年4月2日                   | 1.6點        | [ 48 ]              |
| 2022年4月3日                   | 2.5點        | [ 48 ]              |
| 2022年4月4日－2022年4月8日     | 1.9點        | [ 49 ]              |
| 2022年4月9日                   | 1.5點        | [ 49 ]              |
| 2022年4月10日                  | 2.4點        | [ 49 ]              |
| 2022年4月11日－2022年4月15日   | 1.7點        | [ 50 ]              |
| 2022年4月16日                  | 1.3點        | [ 50 ]              |
| 2022年4月17日                  | 1.9點        | [ 50 ]              |
| 2022年4月18日－2022年4月22日   | 1.7點        | [ 51 ]              |
| 2022年4月23日                  | 1.6點        | [ 51 ]              |
| 2022年4月24日                  | 沒有資料     | [ 51 ]              |
| 2022年4月25日－2022年4月29日   | 1.5點        | [ 52 ]              |
| 2022年4月30日                  | 1.4點        | [ 52 ]              |
| 2022年5月1日                   | 2.1點        | [ 52 ]              |
| 2022年5月2日－2022年5月6日     | 1.4點        | [ 53 ]              |
| 2022年5月7日                   | 1.4點        | [ 53 ]              |
| 2022年5月8日                   | 1.6點        | [ 53 ]              |
| 2022年5月9日－2022年5月13日    | 1.7點        | [ 54 ]              |
| 2022年5月14日                  | 2.2點        | [ 54 ]              |
| 2022年5月15日                  | 2.0點        | [ 54 ]              |
| 2022年5月16日－2022年5月20日   | 1.6點        | [ 55 ]              |
| 2022年5月21日                  | 1.4點        | [ 55 ]              |
| 2022年5月22日                  | 2.0點        | [ 55 ]              |
| 2022年5月23日－2022年5月27日   | 1.6點        | [ 56 ]              |
| 2022年5月28日                  | 1.1點        | [ 56 ]              |
| 2022年5月29日                  | 1.9點        | [ 56 ]              |
| 2022年5月30日－2022年6月3日    | 1.5點        | [ 57 ]              |
| 2022年6月4日                   | 1.6點        | [ 57 ]              |
| 2022年6月5日                   | 1.9點        | [ 57 ]              |
| 2022年6月6日－2022年6月10日    | 1.7點        | [ 58 ]              |
| 2022年6月11日                  | 2.4點        | [ 58 ]              |
| 2022年6月12日                  | 2.0點        | [ 58 ]              |
| 2022年6月13日－2022年6月17日   | 1.6點        | [ 59 ]              |
| 2022年6月18日                  | 1.2點        | [ 59 ]              |
| 2022年6月19日                  | 1.3點        | [ 59 ]              |
| 2022年6月20日－2022年6月24日   | 1.4點        | [ 60 ]              |
| 2022年6月25日                  | 1.5點        | [ 60 ]              |
| 2022年6月26日                  | 2.2點        | [ 60 ]              |
| 2022年6月27日－2022年7月1日    | 1.5點        | [ 61 ]              |
| 2022年7月2日                   | 2.3點        | [ 61 ]              |
| 2022年7月3日                   | 1.9點        | [ 61 ]              |
| 2022年7月4日－2022年7月8日     | 1.9點        | [ 62 ]              |
| 2022年7月9日                   | 1.5點        | [ 62 ]              |
| 2022年7月10日                  | 1.8點        | [ 62 ]              |
| 2022年7月11日－2022年7月15日   | 1.6點        | [ 63 ]              |
| 2022年7月16日                  | 2.2點        | [ 63 ]              |
| 2022年7月17日                  | 1.6點        | [ 63 ]              |

### HOY TV
| 播映日期 | 電視直播收視 | 備註 |
|          |              |      |

## 相關節目
- Cable早晨
- 有線新聞（包含午間新聞、手語新聞報道、六點半新聞報道）
- 國際最前線
- 晚間直播室